# Nueva Recopilación
La Recopilación de Leyes de estos reinos, o Nueva Recopilación de Leyes de Castilla, es un cuerpo legal de la Monarquía Hispánica del Antiguo Régimen, sancionado oficialmente el 14 de marzo de 1567 por el rey Felipe II. Está fundamentada en las Leyes de Toro de 1505 y las recopilaciones anteriores: el Ordenamiento de Alcalá de 1348 y el Ordenamiento de Montalvo de 1484. 
En 1534, las Cortes de Madrid fijaron la necesidad de depurar los defectos que se habían apreciado en el Ordenamiento de Montalvo, reuniendo todas las disposiciones vigentes en un único volumen. El proyecto, iniciado por el jurista Pedro López de Alcocer, culminó después de más de treinta años con la Nueva recopilación, interviniendo en el proceso de redacción prestigiosos licenciados como López de Arrieta o Bartolomé de Atienza, el Consejo Real y la Chancillería de Valladolid. El 14 de marzo de 1567 se despachaba la pragmática promulgatoria que sancionaba el carácter oficial de la Recopilación de las leyes destos reynos o Nueva Recopilación, ordenando Felipe II que se aplicara por todos los tribunales de justicia.
Fue ampliada por la legislación posterior y refundida en la Novísima Recopilación de 1805. Tenía vigencia en los territorios de derecho común de la Corona de Castilla, pues los territorios forales, el reino de Navarra y la Corona de Aragón tenían su propia legislación. Se produjeron sucesivas ampliaciones de su ámbito territorial como consecuencia de la pérdida de su condición de los territorios forales (excepto las Provincias Vascongadas y Navarra).